# Britomartis

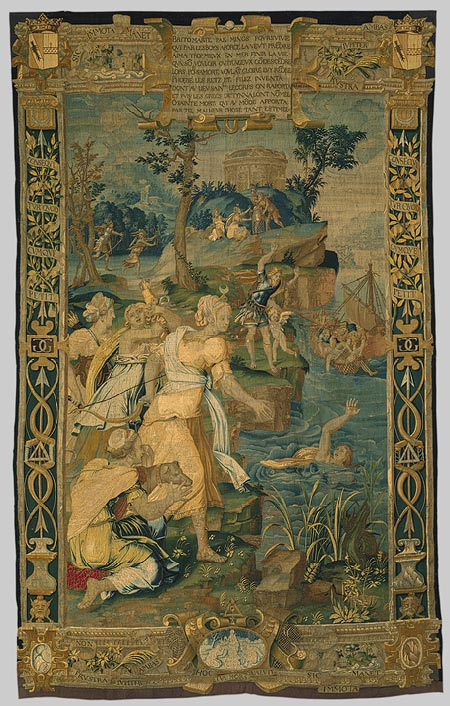
L'ofegament de Britomartis, tapís dissenyat, probablement, per Jean Cousin el Vell.

D'acord amb la mitologia grega, Britomartis (en grec antic Βριτόμαρτις), va ser una nimfa, filla de Zeus i de Carme. El seu nom significava, segons es diu, "la Verge Dolça".

## Versions del relat mitològic
Natural de Creta, es feu companya d'Àrtemis, amb la qual anava sovint de cacera pel mont Dicte.
Va ser estimada per Minos, que, mogut pel desig, la va perseguir durant nou mesos per les muntanyes i les valls de l'illa. Un dia, ella, que havia fet vot de castedat, va veure que Minos estava a punt d'atrapar-la, i es va precipitar al mar des d'un penya-segat. Uns pescadors la van recollir amb la seva xarxa, i li van posar com a epítet Dictinna, "la noia de la xarxa".Una altra versió diu que Britomartis havia inventat les xarxes per caçar, i que d'aquí el nom que tenia. També es deia que Britomartis havia quedat enganxada en una xarxa durant una cacera, i que Àrtemis la va salvar, i llavors va rebre honors divins amb el nom de "Dictinna".
La seua figura sembla provenir d'una divinitat prehel·lènica de Creta, relacionada amb l'Afaia d'Egina.
El seu relat està inclòs en el Recull de metamorfosis, d'Antoní Liberal.